# 2006 a kriminalisztikában
Ez a lap 2006 jelentősebb bűnügyeit illetve azokkal kapcsolatos információkat sorol fel.
- február 8. - Magyarország: Sopronban megölték a Luxor Kaszinó két alkalmazottját, egy 28 éves nőt és egy 21 éves férfit. A támadót, Sipőcz Zoltánt - aki egyébként játékszenvedélye miatt gyilkolt - egy kópházi kaszinóban fogták el, a Győri Ítélőtábla 2009-ben - helybenhagyva az elsőfokú bíróság ítéletét - jogerősen tényleges életfogytiglani szabadságvesztésre ítélte.
- július 20. – Magyarország: Makón megerőszakolták és felgyújtották Pénzes Henriettát, aki augusztus 10-én belehalt sebesüléseibe.[1]

- október 15. – Magyarország: Olaszliszkán egy vélt gázolás miatt agyonverték Szögi Lajos tanárt.[2]